# Большие противолодочные корабли проекта 1199
Большие противолодочные корабли проекта 1199 шифр «Анчар» (с 1981 года разрабатывались под проектным номером 11990) — нереализованный проект больших противолодочных кораблей с атомной энергетической установкой.

## История проектирования
Предварительные проработки проекта атомного корабля ПВО/ПЛО были начаты в 1974 году в Северном проектно-конструкторском бюро под руководством главного конструктора Игоря Ивановича Рубиса; в 1976 году это конструкторское бюро получило официальное тактико-техническое задание (ТТЗ) на разработку проекта под номером 1199. По этому ТТЗ атомный корабль океанской зоны предназначался для обеспечения охранения атомных авианосцев проекта 11437 и ракетных крейсеров проекта 1293 и должен был иметь ядерную энергетическую установку, а его стандартное водоизмещение не должно было превышать 12 000 тонн. Спустя некоторое время после начала проектных работ было решено проектировать атомные корабли сопровождения проектов 1199 и 1293 в одном корпусе (водоизмещение — 14 190 т, длина 210 м, ширина 20,8 м).
В 1977 году в Северном ПКБ начала свою работу группа перспективного проектирования, возглавляемая Александром Константиновичем Шныровым. Группа проработала 24 варианта корабля, отличавшихся составом вооружения, объёмом защиты и типом энергетической установки. Кроме полностью атомной ЭУ прорабатывались более лёгкие по массе варианты комбинированной атомно-газотурбинной установки с резервной форсажной газотурбинной частью.
Первый вариант с ЯЭУ получился не совсем удачный по компоновке и представлял собой атомный корабль ПВО, вооружённый тремя комплексами ЗРК «Ураган» с однобалочными ПУ, пятью боевыми модулями «Кортик» (при одном командном модуле), 130-мм универсальной спаренной АУ и восемью ПКР «Москит» и противолодочным вертолётом постоянного базирования Ка-27. Защиту от противокорабельных торпед противника должны были обеспечивать два реактивных бомбомета «РБУ-6000». Проект должен был оснащаться самыми современными средствами радиоэлектронного вооружения (из имевшихся на вооружении советского флота), в том числе РЛС большой дальности с фазированной антенной решёткой, мощным гидроакустическим комплексом ГАК, комплексом радиоэлектронной борьбы и лазерным дальномерно-визирным устройством для управления стрельбой корабельной артиллерией.
Был разработан и газотурбинный вариант проекта 11990 с усиленными средствами ПВО (ЗРК «Фал») за счёт снижения массы ГЭУ; он оснащался ПЛРК «Водопад» и ПКР «Москит», а от ЗРАК «Кортик» конструкторы отказались в пользу ЗАК АК-630 и ЗРК «Кинжал», как более эффективных для обеспечения ближней ПВО-ПРО.
После признания нецелесообразной разработки атомного ракетного крейсера проекта 1293, от идеи унификации кораблей «по корпусам и ГЭУ» отказались, в результате чего основные размерения проекта 11990 уменьшились до 188×19 м, а водоизмещение сократилось до 10 500 т. Скорость хода — около 32 узлов. Противовоздушное вооружение изменённого проекта состояло из 4 ЗРК «Ураган-Торнадо», 6 ПУ ЗРК «Кинжал» и 4 БМ «Кортик», имевшими разные системы управления. Противолодочное вооружение было усилено: кроме двух вертолётов постоянного базирования и реактивных бомбомётных установок «РБУ-6000», корабль оснащался двумя пусковыми установками ПЛРК «Водопад» большой дальности. В кормовой части корабля, в районе ПУ ЗРК «Кинжал», побортно были зарезервированы места для разрабатываемого нового комплекса противокорабельных крылатых ракет с вертикальным стартом (впоследствии «Оникс»), но «в течение всей разработки проекта долго шел спор об их необходимости на этом корабле». Предусмотренные проектом «РБУ-6000» планировалось в будущем заменить на РКПТЗ-1 (реактивный комплекс противоторпедной защиты) «Удав».
На конечном этапе разработки (середина 1980-х гг.) конструкторы остановились на комбинированном варианте ГЭУ — с резервно-форсажной газотурбинной частью. По мнению А. Н. Соколова, выбор в качестве основного варианта с комбинированной ГЭУ был не совсем разумен: «по-сути большую часть времени корабль должен был возить на себе редко используемые турбины и горючее для них „просто так“. К тому же, получив на вооружение одновременно большое количество противокорабельного, зенитного и противолодочного ракетного оружия проект постепенно эволюционировал в сторону многоцелевого корабля, и фактически стал постепенно превращаться в „горячо любимый“ ракетный крейсер, по концепции и размерам приближающийся к проектам 1144, 1165 и 1293. Путь к полноценному многоцелевому кораблю ВМФ СССР был извилист и тернист, что в конечном итоге и погубило сам проект».

## Строительство
В конце 1980-х годов было принято решение о строительстве головного корабля проекта 11990 на Николаевском судостроительном заводе им. 61 коммунара и «даже были изготовлены комплектующие для него, в том числе и резервная газотурбинная установка». Но начало строительство было задержано из-за сосредоточения усилий судостроителей на постройке первого советского атомного авианесущего крейсера проекта 11437. В 1990 году работы над проектом прекратили, а его ГЭУ по неподтверждённым данным даже собирались поставить на ракетный крейсер «Варяг» проекта 1164, но впоследствии с завода она бесследно пропала.